# Balam Merah
Balam Merah is een bestuurslaag in het regentschap Pelalawan van de provincie Riau, Indonesië. Balam Merah telt 1334 inwoners (volkstelling 2010).